# Рајко Танасијевић
Рајко Танасијевић је пјесник из Требиња, Република Српска.

## Биографија
Рођен је 20.04.1986. године у Требињу. Члан је више удружења која промовишу књижевност, културу и умјетмост. Пише и објављује пјесме у разним зборницима и часописима намјењеним дјечијем узрасту. Секретар је Српског просвјетног и културног друштва "Просвјета" - Градски одбор Требиње. Поезија му је превођена на руски језик.